# Peter Messitte
Peter Jo Messitte (Washington, D.C., 17 de julho de 1941 – 11 de janeiro de 2025) foi um juiz sênior federal norte-americano do Distrito de Maryland.

## Biografia
Nascido em Washington, D.C. foi formado pela Amherst College e pela Faculdade de Direito da Universidade de Chicago.
De 1966 a 1968, Messitte e sua esposa, Susan, foram voluntários do Corpo da Paz em São Paulo, onde, entre outras coisas, lecionou Common Law no curso de pós-graduação da Faculdade de Direito da Universidade de São Paulo.
Ao retornar aos Estados Unidos, o juiz Messitte prestou consultoria jurídica para a Embaixada do Brasil em Washington. A partir de 1985, após a sua nomeação para o Tribunal Estadual de Maryland, Messitte passou a receber juízes e advogados brasileiros no Tribunal.
Em 6 de agosto de 1993, Messitte foi nomeado pelo presidente Bill Clinton a um assento no Tribunal Distrital dos Estados Unidos para o Distrito de Maryland desocupado por Joseph C. Howard. Messitte foi confirmado pelo Senado dos Estados Unidos em 18 de outubro de 1993, e recebeu sua comissão em 20 de outubro de 1993. Messitte assumiu o status sênior em 1º de setembro de 2008.
Em abril de 2009 foi homenageado e recebeu título de cidadão paulistano.
Em agosto de 2016, o juiz afirmou que a Operação Lava Jato é um exemplo mundial de combate à corrupção.

## Morte
Messitte morreu em 11 de janeiro de 2025, aos 83 anos.

## Prêmios
Messitte foi nomeado cidadão honorário das cidades de São Paulo, Ribeirão Preto e Uberlândia. Recebeu diploma de Honra e Mérito da Associação Paulista dos Magistrados (APAMAGIS), a Medalha do Mérito Acadêmico da Escola Paulista dos Magistrados, e Comendas da Academia Paulista dos Magistrados e da Associação dos Juízes Federais do Brasil (AJUFE).